# Sissi Wolf
Sissi Wolf (* 1. September 1979 in Ischgl in Tirol) ist eine österreichische Schauspielerin.

## Leben
1999 machte sie ihr Abitur und im November 2002 legte sie ihre Bühnenreifeprüfung ab. Seitdem arbeitet sie als Fernseh- und Theaterschauspielerin.

## Filmografie
- 2002: Poppitz
- 2002: Die Dickköpfe (Fernsehfilm)
- 2004: Bauernprinzessin
- 2004: Tatort: Tod unter der Orgel
- 2004: Nitro
- 2005: Hallo Robbie!
- 2006: Remedium
- 2007: Tatort: Familiensache
- 2007: Bauernprinzessin II – Kopf oder Herz
- 2008: SOKO Kitzbühel
- 2009: Bauernprinzessin III – In der Zwickmühle
- 2009: Der Bär ist los! Die Geschichte von Bruno
- 2011: 1810 – Für eine Handvoll Kaspressknödl